# Girardinus denticulatus
 Girardinus denticulatus  és un peix de la família dels pecílids i de l'ordre dels ciprinodontiformes.

## Morfologia
Els mascles poden assolir els 5 cm de longitud total i les femelles els 9,3.

## Distribució geogràfica
Es troba a Cuba.